# Keep On Ridin
Keep On Ridin – trzeci album kompilacyjny amerykańskiego zespołu hip-hopowego Tha Dogg Pound. Został wydany 18 maja 2010 roku.

## Lista utworów
1. "We da West" (featuring Snoop Dogg, Badlucc, Damani, Problem & Soopafly) — 6:26
2. "Keep on Ridin" (featuring Butch Cassidy) — 4:28
3. "Fire" — 3:07
4. "If U Want Me 2 Stay" (featuring Snoop Dogg & Uncle Chucc) — 4:35
5. "Stay'd Out All Nite Long" (featuring Uncle Reo) — 3:24
6. "Real Wit'cha" (featuring Scar & Problem) — 6:47
7. "Leave a Message" — 3:31
8. "Bang Dat" (featuring Snoop Dogg) — 3:25
9. "My CoopDeville" — 4:30
10. "Huh What" — 4:43
11. "All Nite" — 3:12
12. "Don't Give a Fucc" (featuring Snoop Dogg) — 4:31
13. "Blessin'" (utwór dodatkowy) — 3:04
14. "I Wanna Rock (G-Mix)" (utwór dodatkowy) (featuring Snoop Dogg) — 3:52